# August Lecker
Friedrich August Lecker (* 23. Dezember 1811; † 12. Mai 1854 auf der Kapelle bei Schilbach) war ein deutscher Gastwirt und Politiker.

## Leben
Lecker war evangelisch-lutherischer Konfession und Besitzer des Gasthofs „Kapelle“ bei Schilbach.
Vom 2. Oktober 1848 bis zum 21. Dezember 1849 war er Abgeordneter im Landtag Reuß jüngerer Linie.